# Kronofotografi

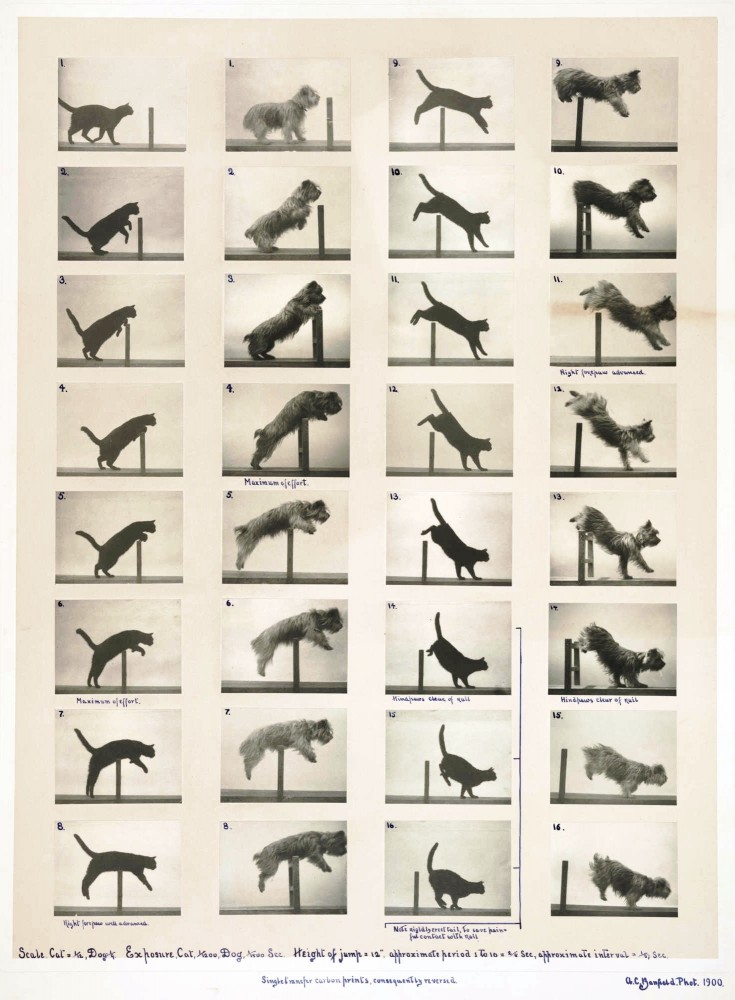
Hoppande katt och hund

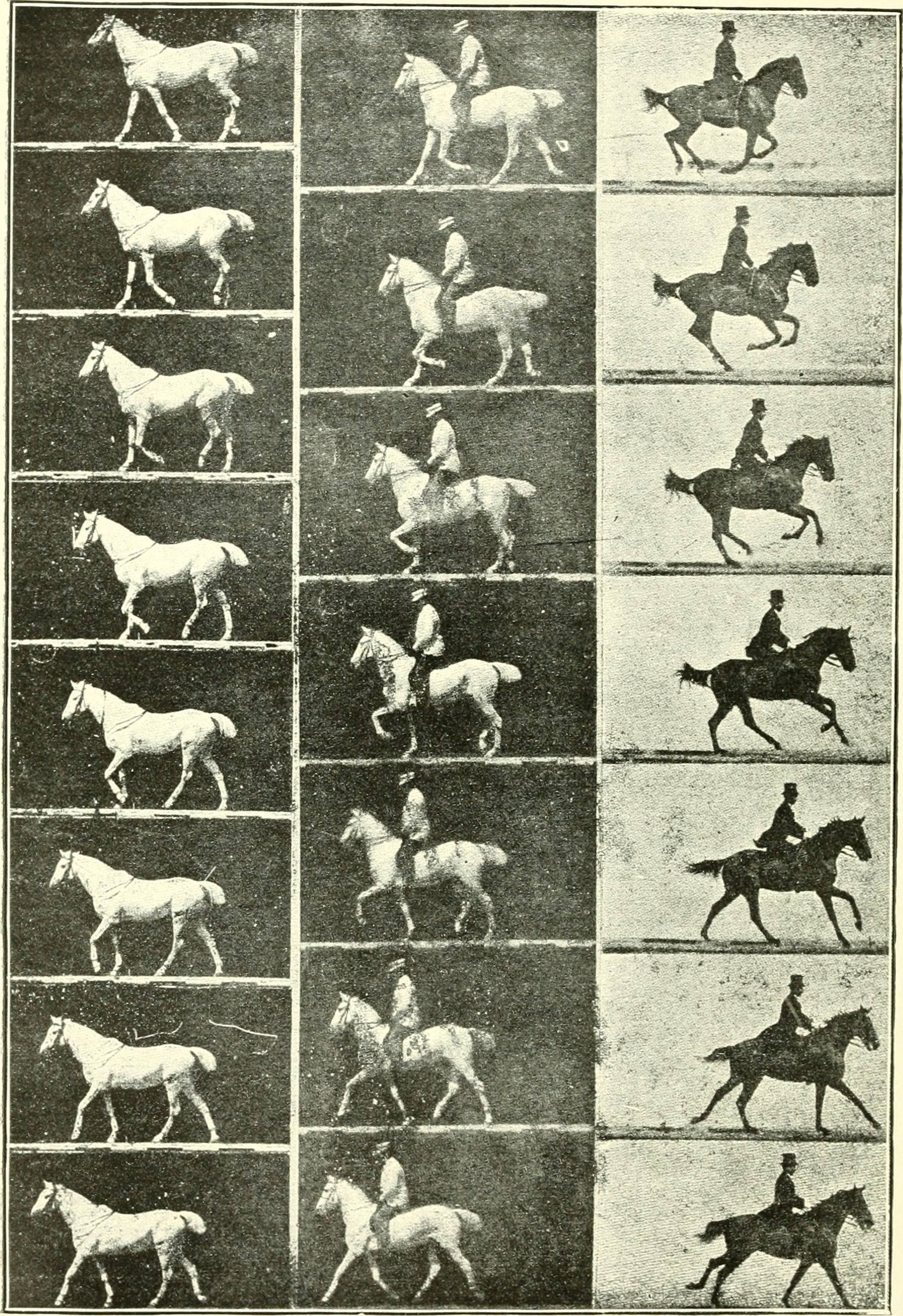
Häst i rörelse

Kronofotografi (grekiska chronos, tid, och fotografi), en med korta intervall tagen serie ögonblicksfotografier av ett föremål i rörelse. Bilderna tas i syfte att analysera rörelsen.
De första försöken gjordes 1877 av amerikanen Eadweard Muybridge. Han uppställde en rad kameror på något avstånd från varandra, försedda med ljusstarka objektiv och hastiga ögonblicksslutare. Framför kamerorna rörde sig föremålen på en löpbana, som var överspänd med trådar, vilka stod i förbindelse med ögonblicksslutarna på så sätt, att när en tråd vidrördes, utlöstes en ögonblicksslutare. På detta sätt erhöll man en serie bilder, som återgav olika faser av rörelsen.
Fransmannen Étienne-Jules Marey använde 1883 en bekvämare metod, speciellt avsedd för anatomisk-fysiologiskt studium av människans rörelser. Han tog de olika faserna av rörelsen på en enda plåt. Personen, som skulle kronofotograferas, kläddes i vitt och fotograferades mot en svart bakgrund. Apparaten var försedd med en cirkelrund skiva, försedd med spalter, vilken sattes i rörelse med en vev. Varje gång en spalt passerade plåten, blev denna exponerad; mellan varje exponering hade föremålet hunnit förflytta sig ett stycke, så att de olika bilderna inte sammanföll.
Kronofotografien förbättrades i hög grad av tysken Ottomar Anschütz, som 1887 även lyckades förena bildserien till en rörlig bild. Anschütz använde 24 intill varandra placerade små kameror, vilkas ögonblicksslutare i hastig följd, den ena efter den andra, utlöstes, när föremålet passerade. Efter den erhållna negativa bildserien framställdes något förstorade diapositiva bilder, vilka fästes invid periferien av en så kallad stroboskopisk skiva (Fantaskop), som placerades intill en vägg, försedd med en öppning lika stor som en bild. På andra sidan väggen hade åskådarna sina platser. När skivan sattes i rotation, passerade den ena efter den andra av bilderna bakom öppningen, och i det ögonblick bilden var i rätt läge, belystes den ett ögonblick intensivt bakifrån genom en elektrisk urladdning i ett så kallat Geisslerrör. De hastigt på varandra följande ljusintrycken sammansmälte till ett enda kontinuerligt, och man såg en bild, som naturtroget återgav rörelsen. Då bildserien bestod av endast 24 bilder, kunde endast en jämförelsevis kort rörelsescen återges, vilken upprepades gång på gång. Apparaten, som Anschutz kallade ”takyskop”, ”elektrotakyskop” eller ”elektrisk snabbskådare”, var alltså en föregångare till kinematografen.